# Самеди, Зия
Самеди, Зия (15 апреля 1914 — 20 ноября 2000) — уйгурский писатель. Народный писатель Казахской ССР (1987).

## Биография
Зия Самеди родился в 1914 году в селе Хонихай Семиреченской области Российской империи (ныне Панфиловский район Алматинской области Казахстана). 
После окончания советской начальной и средней школы он вернулся в Восточный Туркестан, поселившись в городе Кульджа-Инин в 1930 году. Там он основал много начальных школ, чтобы продвигать уйгурское образование, и написал свой роман "Кровавая гора", в котором критиковал этническую политику китайского националистического правительства. Он также переписал уйгурскую эпическую поэму "Герип Сенем" в пьесу, которая с тех пор ставится на сцене.
В 1931 году семья Самеди переселилась в Восточный Туркестан. Там в 1934 году началась литературная деятельность Зии Самеди. Его первые стихи были опубликованы в «Илийской газете». В то же время Самеди написал драму «Рошан» (также известна как «Кровавое пятно» («Қанлиқ дағ»). Большой популярностью в театрах пользовалась его музыкальная драма «Герип и Санам». Тогда же Самеди написал комедии «Раскрытая тайна» («Сири ечилди») и «Заботливая мать» («Койумчан ана»).
Самеди был арестован в 1937 году губернатором Синьцзяна Шэн Шицаем и приговорен к семи годам тюремного заключения.
В 1944 году он был освобожден и вступил в армию Второй Восточно-Туркестанской Республики. Он был произведен в полковники и возглавлял военную разведку до тех пор, пока Республика Восточный Туркестан не была оккупирована “Освободительной армией” китайских коммунистов при прямой военной помощи Сталина в 1949 году.
В 1950-1958 годах Самеди занимал ряд важных должностей в Уйгурском автономном районе нового правительства Китая, управляемого Коммунистической партией, среди них региональный директор по образованию, директор по культуре, а также председатель ассоциации писателей.
Однако в 1958 году коммунистическое китайское правительство произвольно арестовало его и отправило на два года трудового перевоспитания.
В 1937 году за участие в национально-освободительном движении Самеди был арестован гоминьдановским правительством. В ходе антигоминьдановского восстания в 1944 году Самеди был освобождён. После этого он занимал различные государственные посты Восточно-Туркестанской Республики. С 1950 по 1958 год был министром культуры Синьцзян-Уйгурского автономного района. В этот период им были написаны пьесы «В китайских зинданах», «Тревожные минуты», «Крах тирании» («Зулумдин зовал»), киноповесть «На берегах реки Или».
В 1957 году Самеди выступил с критикой руководства Коммунистической партии Китая, за что был смещён со всех государственных постов и посажен под домашний арест. В 1961 году Самеди эмигрировал в СССР, где продолжил творческую деятельность. В 1965 году был издан первый в уйгурской литературе исторический роман «Маимхан», в 1967 — роман «Тайны годов» («Жиллар сири»). Произведения Самеди переведены на русский и китайский языки.

## Экранизация
В 1981 г. на киностудии "Казахфильм", был снят фильм "Год Дракона", по роману З. Самеди "Меимхан".

## Награды
- Орден Трудового Красного Знамени (13.06.1974)
- Народный писатель Казахской ССР (1987)